# Anne with an E
Anne with an E ist eine kanadische Dramaserie, die auf dem Roman Anne auf Green Gables von Lucy Maud Montgomery aus dem Jahr 1908 basiert. Die Fernsehserie, mit Amybeth McNulty in der Hauptrolle, wurde von Moira Walley-Beckett für den Sender CBC entwickelt. Anne with an E erzählt von der jungen, fantasievollen Waisen Anne Shirley, die Ende des 19. Jahrhunderts auf der Farm Green Gables ein neues Zuhause findet und mit ihrem unkonventionellen Wesen die Dorfgemeinschaft positiv verändert. Die Serie besteht aus drei Staffeln und 27 Episoden, die zwischen 2017 und 2019 ausgestrahlt wurden.

## Handlung
Durch ein Missverständnis landet die rothaarige Anne Shirley, ein 13-jähriges lebhaftes Waisenkind, im Jahr 1896 bei dem Geschwisterpaar Matthew und Marilla Cuthbert, die eigentlich mit einem Jungen gerechnet hatten, der sie bei der Farmarbeit unterstützen sollte. Anne gewinnt das Herz der beiden, sodass diese es bereuen, die Waise zuerst abgewiesen zu haben, und sie dann später adoptieren. Anne hat ihre Kindheit zum großen Teil in verschiedenen Waisenhäusern verbracht, wo sie von Aufseherinnen und Mitbewohnerinnen geplagt wurde. Doch ihre Wortgewandheit und positive Einstellung zum Leben konnte sie sich trotzdem bewahren. Immer wenn sie sich alleine und verstoßen fühlt, flüchtet sie sich in eine Phantasiewelt und spricht mit imaginären Freunden oder mit einem Pferd, denen sie ihre Gefühle anvertraut. In ihrer Pubertät erlebt sie Höhen und Tiefen und ihre erste große Liebe. Dabei stehen ihr gute Freunde zur Seite, die sie nach und nach gewinnen kann. Durch ihre Klugheit und vor allem ihre Vorstellungskraft schafft das Mädchen, das Leben von Matthew und Marilla und auch das Leben in der kleinen Stadt positiv zu verändern.

## Besetzung
Die Synchronisation der Serie wird bei der SDI Media Germany nach einem Dialogbuch und unter der Dialogregie von Bernd Nigbur erstellt.

### Hauptbesetzung
| Rolle                    | Darsteller          | Synchronsprecher                                    |
| ------------------------ | ------------------- | --------------------------------------------------- |
| Anne Shirley             | Amybeth McNulty     | Yamuna Kemmerling                                   |
| Marilla Cuthbert         | Geraldine James     | Ulrike Johannson                                    |
| Matthew Cuthbert         | R.H. Thomson        | Axel Lutter                                         |
| Gilbert Blythe           | Lucas Jade Zumann   | Vincent Borko                                       |
| Diana Barry              | Dalila Bela         | Celina Borko (Staffel 1) Alice Bauer (ab Staffel 2) |
| Rachel Lynde             | Corinne Koslo       | Karin Buchholz                                      |
| Jerry Baynard            | Aymeric Jett Montaz | Felix Lange                                         |
| Sebastian „Bash“ Lacroix | Dalmar Abuzeid      | Julius Jellinek                                     |
| Cole Mackenzie           | Cory Grüter-Andrew  | David Denemark                                      |

### Nebenbesetzung
| Rolle              | Darsteller           | Synchronsprecher     |
| ------------------ | -------------------- | -------------------- |
| Prissy Andrews     | Ella Jonas Farlinger | Melinda Rachfahl     |
| Mr. William Barry  | Jonathan Holmes      | Matthias Klages      |
| Mrs. Eliza Barry   | Helen Johns          | Ulrike Stürzbecher   |
| Minnie May Barry   | Ryan Kiera Armstrong | Juliana Götz         |
| Josephine Barry    | Deborah Grover       | Daniela Strietzel    |
| John Blythe        | Wayne Best           | Sven Brieger         |
| Thomas Lynde       | Phillip Williams     | Andreas Conrad       |
| Mr. Harmon Andrews | David Ingram         | Dirk Talaga          |
| Mrs. Andrews       | Janet Porter         | Gundi Eberhard       |
| Billy Andrews      | Christian Martyn     | Benjamin Kiesewetter |
| Mr. Gillis         | Jim Annan            | Phillip Sponbiel     |
| Mrs. Gillis        | Fiona Byrne          | Karin Grüger         |
| Ruby Gillis        | Kyla Matthews        | Miria Haseney        |
| Moody Spurgeon     | Jacob Ursomarzo      | Sebastian Fitzner    |
| Josie Pye          | Miranda McKeon       | Lea Kalbhenn         |
| Jane Andrews       | Lia Pappas-Kemps     | Lea Kalbhenn         |
| Mary Joe           | Katelyn Wells        | Elke Appelt          |
| Charlie Sloane     | Jacob Horsley        | Heiko Akrap          |
| Miss Muriel Stacy  | Joanna Douglas       | Aline Staskowiak     |
| Mrs. Pye           | Trenna Keating       | Nina Herting         |
| Mr. Phillips       | Stephen Tracey       | Armin Schlagwein     |
| Tillie Boulter     | Glenna Walters       | Elinor Eidt          |

## Produktion und Ausstrahlung
Die von der Canadian Broadcasting Corporation Greenlit initiierte Serie wurde von Northwood Entertainment produziert. Die in Neuseeland geborene Schriftstellerin und Regisseurin Niki Caro leitet die erste Episode.
Die erste Staffel wurde vom 19. März bis zum 30. April 2017 in englischer Originalsprache durch CBC unter dem Namen Anne ausgestrahlt. Am 12. Mai 2017 veröffentlichte der Video-on-Demand-Anbieter Netflix die erste Staffel unter dem Titel Anne with an E. Eine zweite Staffel wurde am 6. Juli 2018 veröffentlicht. Die dritte Staffel wurde am 3. Januar 2020 auf Netflix veröffentlicht. Die deutsche TV-Erstausstrahlung fand am 22. Oktober 2020 auf Bibel TV statt.

## Kritik
Zeit Online war der Ansicht, dass es „ein Kinderbuchklassiker im Schatten gewaltiger Serienwürfe nicht leicht habe“. Dabei sei Anne with an E „ein überraschendes Kleinod unter den Serienstarts 2017 – gerade auch für Erwachsene“. Zu verdanken sei das vor allem Moira Walley-Beckett, die dafür sorge, dass „die Serie über das Waisenkind, das Ende des 19. Jahrhunderts auf einem Bauernhof landet, nicht in tränenreichen Kitsch abdrifte“. Hauptdarstellerin Amybeth McNulty wurde attestiert, dass sie die Rolle „brillant“ spiele.

## Episodenliste

### Staffel 1
| Nr. (ges.) | Nr. (St.) | Deutscher Titel                                         | Originaltitel                        | Erstausstrahlung Kanada | Deutschsprachige Erstveröffentlichung (D) | Regie             | Drehbuch             |
| ---------- | --------- | ------------------------------------------------------- | ------------------------------------ | ----------------------- | ----------------------------------------- | ----------------- | -------------------- |
| 1          | 1         | Und ihr Wille soll auch über ihr Geschick entscheiden   | Your Will Shall Decide Your Destiny  | 19. März 2017           | 12. Mai 2017                              | Niki Caro         | Moira Walley-Beckett |
| 2          | 2         | Ich bin kein Vogel, und kein Netz vermag mich zu fangen | I Am No Bird, and No Net Ensnares Me | 26. März 2017           | 12. Mai 2017                              | Helen Shaver      | Moira Walley-Beckett |
| 3          | 3         | Aber was ist so eigensinnig wie die Jugend?             | But What Is So Headstrong as Youth?  | 2. Apr. 2017            | 12. Mai 2017                              | Sandra Goldbacher | Moira Walley-Beckett |
| 4          | 4         | Einen Schatz in meinem Inneren                          | An Inward Treasure is Born           | 9. Apr. 2017            | 12. Mai 2017                              | David Evans       | Moira Walley-Beckett |
| 5          | 5         | Fest mit einem gleichen Faden verknüpft                 | Tightly Knotted to a Similar String  | 16. Apr. 2017           | 12. Mai 2017                              | Patricia Rozema   | Moira Walley-Beckett |
| 6          | 6         | Gewissensqualen sind das Gift des Lebens                | Remorse Is the Poison of Life        | 23. Apr. 2017           | 12. Mai 2017                              | Paul Fox          | Moira Walley-Beckett |
| 7          | 7         | Wo Sie sind, ist mein Heim                              | Wherever You Are Is My Home          | 30. Apr. 2017           | 12. Mai 2017                              | Amanda Tapping    | Moira Walley-Beckett |

### Staffel 2
| Nr. (ges.) | Nr. (St.) | Deutscher Titel                                                                    | Originaltitel                                                          | Erstveröffentlichung USA | Deutschsprachige Erstveröffentlichung (D) | Regie          | Drehbuch             |
| ---------- | --------- | ---------------------------------------------------------------------------------- | ---------------------------------------------------------------------- | ------------------------ | ----------------------------------------- | -------------- | -------------------- |
| 8          | 1         | Die Jugend ist eine Zeit der Hoffnung                                              | Youth is the Season of Hope                                            | 6. Juli 2018             | 6. Juli 2018                              | Helen Shaver   | Moira Walley-Beckett |
| 9          | 2         | Symptome sind kleine messbare Dinge; die Deutung aber ist unbegrenzt               | Signs are Small Measurable Things, but Interpretations are Illimitable | 6. Juli 2018             | 6. Juli 2018                              | Paul Fox       | Shernold Edwards     |
| 10         | 3         | Das wahre Sehen geschieht doch mit dem geistigen Auge                              | The True Seeing is Within                                              | 6. Juli 2018             | 6. Juli 2018                              | Ken Girotti    | Kathryn Borel, Jr.   |
| 11         | 4         | Der schmerzlich leidenschaftliche Ausdruck einer Hoffnung, der es an Nahrung fehlt | The Painful Eagerness of Unfed Hope                                    | 6. Juli 2018             | 6. Juli 2018                              | Anne Wheeler   | Jane Maggs           |
| 12         | 5         | Jene entscheidenden Akte ihres Lebens                                              | The Determining Acts of Her Life                                       | 6. Juli 2018             | 6. Juli 2018                              | Norma Bailey   | Amanda Fahey         |
| 13         | 6         | Ich protestiere gegen jeden voreiligen Schluß                                      | I Protest Against Any Absolute Conclusion                              | 6. Juli 2018             | 6. Juli 2018                              | Ken Girotti    | Naledi Jackson       |
| 14         | 7         | Unser Gedächtnis hat gerade so viele Launen wie unser Gemüt                        | Memory Has as Many Moods as The Temper                                 | 6. Juli 2018             | 6. Juli 2018                              | Anne Wheeler   | Jane Maggs           |
| 15         | 8         | Sich gegen Tatsachen wehren                                                        | Struggling Against the Perception of Facts                             | 6. Juli 2018             | 6. Juli 2018                              | Amanda Tapping | Shernold Edwards     |
| 16         | 9         | Was wir waren, macht uns zu dem, was wir sind                                      | What We Have Been Makes Us What We Are                                 | 6. Juli 2018             | 6. Juli 2018                              | Paul Fox       | Moira Walley-Beckett |
| 17         | 10        | Das wachsende Gedeihen der Welt                                                    | The Growing Good of the World                                          | 6. Juli 2018             | 6. Juli 2018                              | Paul Fox       | Moira Walley-Beckett |

### Staffel 3
| Nr. (ges.) | Nr. (St.) | Deutscher Titel                                                                            | Originaltitel                                                   | Erstausstrahlung Kanada | Deutschsprachige Erstveröffentlichung (D) | Regie          | Drehbuch                       |
| ---------- | --------- | ------------------------------------------------------------------------------------------ | --------------------------------------------------------------- | ----------------------- | ----------------------------------------- | -------------- | ------------------------------ |
| 18         | 1         | Ein Geheimnis, das ich unter allen Umständen zu enträtseln mir vorgenommen hatte           | A Secret Which I Desired to Divine                              | 22. Sep. 2019           | 3. Jan. 2020                              | Anne Wheeler   | Moira Walley-Beckett           |
| 19         | 2         | Etwas arbeitet in meiner Seele, das ich nicht verstehen kann                               | There is Something at Work in My Soul Which I Do Not Understand | 29. Sep. 2019           | 3. Jan. 2020                              | Kim Nguyen     | Jane Maggs                     |
| 20         | 3         | Was wäre imstande, sich auf die Dauer dem mutigen, willensstarken Manne entgegenzustellen? | What Can Stop the Determined Heart                              | 6. Okt. 2019            | 3. Jan. 2020                              | Anne Wheeler   | Shernold Edwards               |
| 21         | 4         | Und mich damit trösten, dass wir uns ja drüben alle wiedersehen werden                     | A Hope of Meeting You in Another World                          | 13. Okt. 2019           | 3. Jan. 2020                              | Norma Bailey   | Tracey Deer                    |
| 22         | 5         | Ich fürchte nichts und deshalb bin ich stark                                               | I Am Fearless and Therefore Powerful                            | 20. Okt. 2019           | 3. Jan. 2020                              | Paul Fox       | Naledi Jackson                 |
| 23         | 6         | Am Ziele meiner sehnlichsten Wünsche                                                       | The Summer of My Desires                                        | 27. Okt. 2019           | 3. Jan. 2020                              | Norma Bailey   | Amanda Fahey                   |
| 24         | 7         | Mein Schutzengel hatte sein Möglichstes getan                                              | A Strong Effort of the Spirit of Good                           | 3. Nov. 2019            | 3. Jan. 2020                              | Paul Fox       | Kathryn Borel, Jr              |
| 25         | 8         | Große und plötzliche Veränderung                                                           | Great and Sudden Change                                         | 10. Nov. 2019           | 3. Jan. 2020                              | Amanda Tapping | Jane Maggs                     |
| 26         | 9         | Ein undurchdringliches Dunkel                                                              | A Dense and Frightful Darkness                                  | 17. Nov. 2019           | 3. Jan. 2020                              | Paul Fox       | Tracey Deer & Shernold Edwards |
| 27         | 10        | Die besseren Gefühle meines Herzens                                                        | The Better Feeling of My Heart                                  | 24. Nov. 2019           | 3. Jan. 2020                              | Amanda Tapping | Moira Walley-Beckett           |